# La Terre n'est pas une poubelle
 (juillet 2025).
Pour plus de détails, voir Fiche technique et Distribution.
La Terre n'est pas une poubelle est un court métrage belge de Benoît Mariage réalisé en 1996.

## Synopsis
Noé se promène le long d'un étang et découvre un petit canneton perdu. Sous les conseils de l'instituteur, la classe décide de le rendre à sa mère. Malheureusement, une décharge au loin semble être responsable de la pollution et de la mort de la mère canard. Les élèves prennent alors conscience de leur rôle à jouer et décident de petites actions concrètes pour limiter les déchets en classe. Entretemps, le canneton a grandi et la décharge n'existe plus. Tous ensemble, ils remettent le canard à l'eau.
Il s'éloigne sur une eau limpide...

## Fiche technique
- Titre : La Terre n'est pas une poubelle
- Réalisation : Benoît Mariage
- Encadrement image : Johan Van Loocke et Patrick Van Hoecke
- Musique : Julos Beaucarne
- Son : Emmanuelle Bada
- Post production sonore et mixage : Pierre Bachy
- Générique : Serge Naniot
- Montage : Manuel Duchene
- Producteur délégué : Patrick Van Hoecke

## Distribution
- François Pochet : Noé
- Serge Robinet : L'instituteur
- François Rosoux : Le Bourgmestre
- Thibaut Nguyen : Le juge
- Sophie de Pret: La greffière
- Valérian Lecler : Policier 1
- Géraldine Dublet : Policier 2
- Mathieu Chenot, Jessica Collin, Aline de Marneffe, Léna Evrard, Marjolaine Fierens, Thomas Hastir, Amélie Leyder, Florence Liard, Pauline Meys, Laura Moyen, Laeticia Oudar, Valéry Pairoux, Laura Pierre, Vincent Quewet, Odile Vanden Berghe : Les élèves